# ألكسندر كاوفمان
ألكسندر كاوفمان (بالألمانية: Alexander Kaufmann) هو أمين الأرشيف وكاتب وشاعر ألماني، ولد في 14 مايو 1817 في بون في ألمانيا، وتوفي في 1 مايو 1893 في فرتهايم آم ماين في ألمانيا.

## وصلات خارجية
- ألكسندر كاوفمان على موقع ميوزك برينز (الإنجليزية)